# Frøken Piccolo
Frøken Piccolo er en tysk stumfilm fra 1914 af Franz Hofer.

## Medvirkende
- Dorrit Weixler – Lo
- Franz Schwaiger – Clairon
- Alice Hechy – Röschen
- Ernst Lubitsch – Pinkeles
- Max Lehmann